# عناية ذاتية
العناية الذاتية، وتُعرف على أنها عملية إنشاء سلوكيات لضمان الراحة الشاملة للفرد، ولتعزيز الصحة، وإدارة المرض بشكل فعال عند حدوثه. ينخرط الأفراد في شكل من أشكال العناية الذاتية يوميًا من خلال إختيار الطعام وممارسة الرياضة والنوم والنظافة. العناية الذاتية ليست مُجرد نشاط فردي، حيثُ يلعب المجتمع - المجموعة التي تدعم الشخص الذي يقوم بالعناية الذاتية - بشكل عام دورًا في الوصول إلى أنشطة العناية الذاتية وتنفيذها ونجاحها.
تُعتبر العناية الذاتية الروتينية مُهمة عِندما لا يُعاني الشخص مِن أي أعراض للمرض، ولكن تُصبح ضرورية عند حدوثهِ. تشمل الفوائد العامة للعناية الذاتية الروتينية: الوقاية من الأمراض، وتحسين الصحة العقلية، وتحسين نوعية الحياة نسبيًا.   تختلف مُمارسات العناية الذاتية من فرد لآخر.يُنظر إلى العناية الذاتية على أنها حل جزئي للارتفاع العالمي في تكاليف الرعاية الصحية الذي تتحمله الحكومات في جميع أنحاء العالم.
يٌشار للافتقار إلى العناية الذاتية من حيث الصحة الشخصية والنظافة والظروف المعيشية كحالة تُسمى إهمال الذات.قد تكون هناك حاجة لمقدمي الرعاية أو مساعدي الرعاية الشخصية في مثل هذه الحالات.هُناك قدر مُتزايد من المعرفة المتعلقة بالعاملين في الرعاية المنزلية.
العناية الذاتية والإدارة الذاتية ، كما وصفها لوريج وهولمان، هما مفهومان مُرتبطان ارتباطًا وثيقًا. وفي ورقتهم البحثية، حددوا ثلاث مهام للإدارة الذاتية: الإدارة الطبية، الإدارة الوظيفية، الإدارة العاطفية؛ وستة مهارات للإدارة الذاتية: مهارة حل المشكلات، مهارة اتخاذ القرار، مهارة استخدام الموارد، مهارة تكوين شراكة بين المريض ومقدم الخدمة، مهارة تخطيط العمل، ومهارة التصميم الذاتي.

## التاريخ

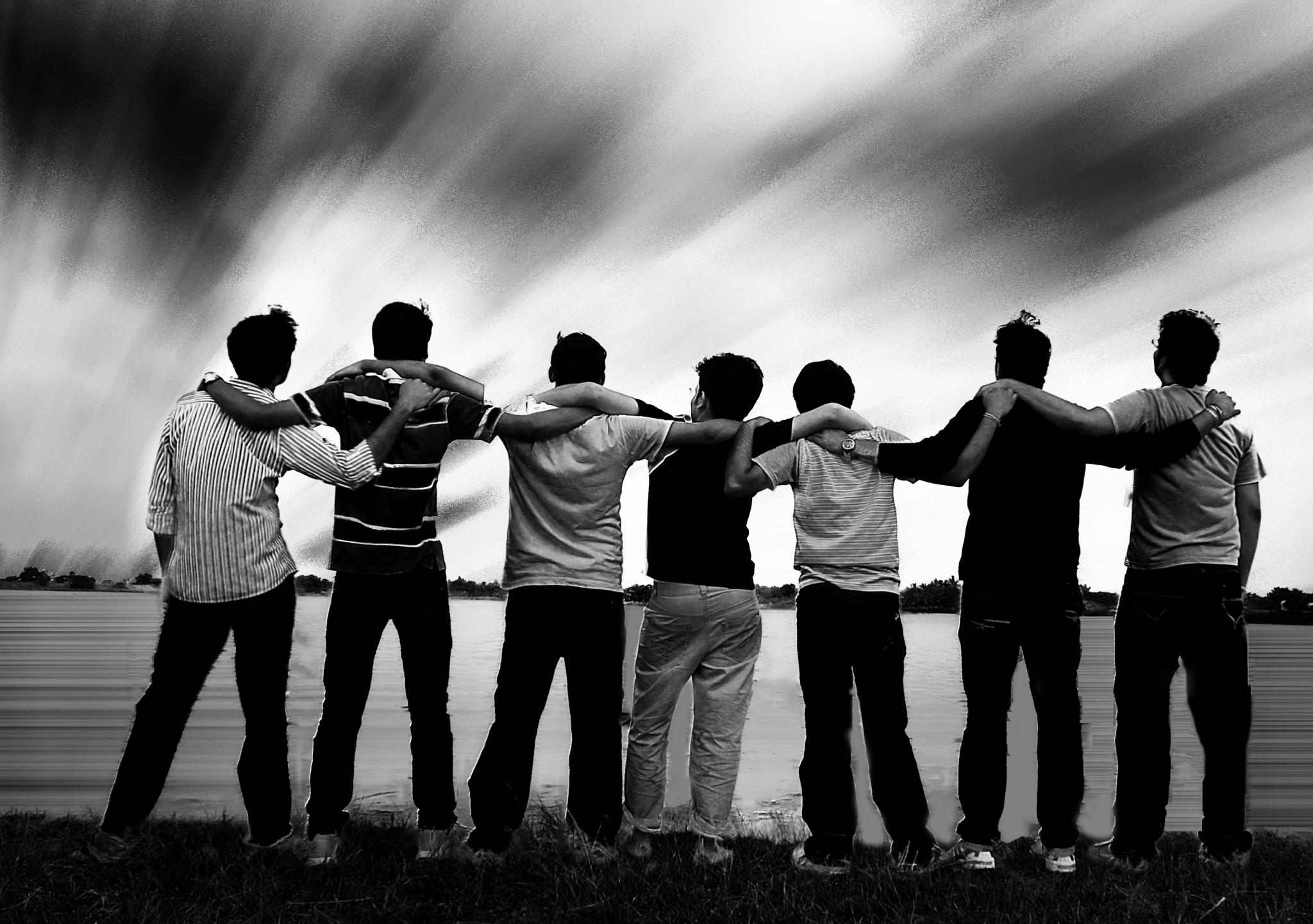
قضاء الوقت مع الأصدقاء هو شكل من أشكال العناية الذاتية.

في حين أن مفهوم العناية الذاتية قد حظيّ باهتمام متزايد في السنوات الأخيرة، إلا أن له أصول قديمة. يعود الفضل إلى سقراط في تأسيس حركة العناية الذاتية في اليونان القديمة ، وقد ثبتَ أن الإهتمام بالنفس والأحِباء موجود منذُ ظهور البشر على الأرض. 
كما تمَ ربط العناية الذاتية بالحركة النسوية السوداء من خلال ناشطة الحقوق المدنية والشاعرة أودري لورد.تم استخدام العناية الذاتية للحفاظ على هوية النسويات السود، وتنشيط حركتهن، والحفاظ على عقولهن خلال حركة الحقوق المدنية.
تظل العناية الذاتية شكلاً أساسيًا من أشكال العناية الصحية الشخصية والمجتمعية في جميع أنحاء العالم؛ تختلف مُمارسات العناية الذاتية بشكل كبير حول العالم. 

## العناية الذاتية والمرض

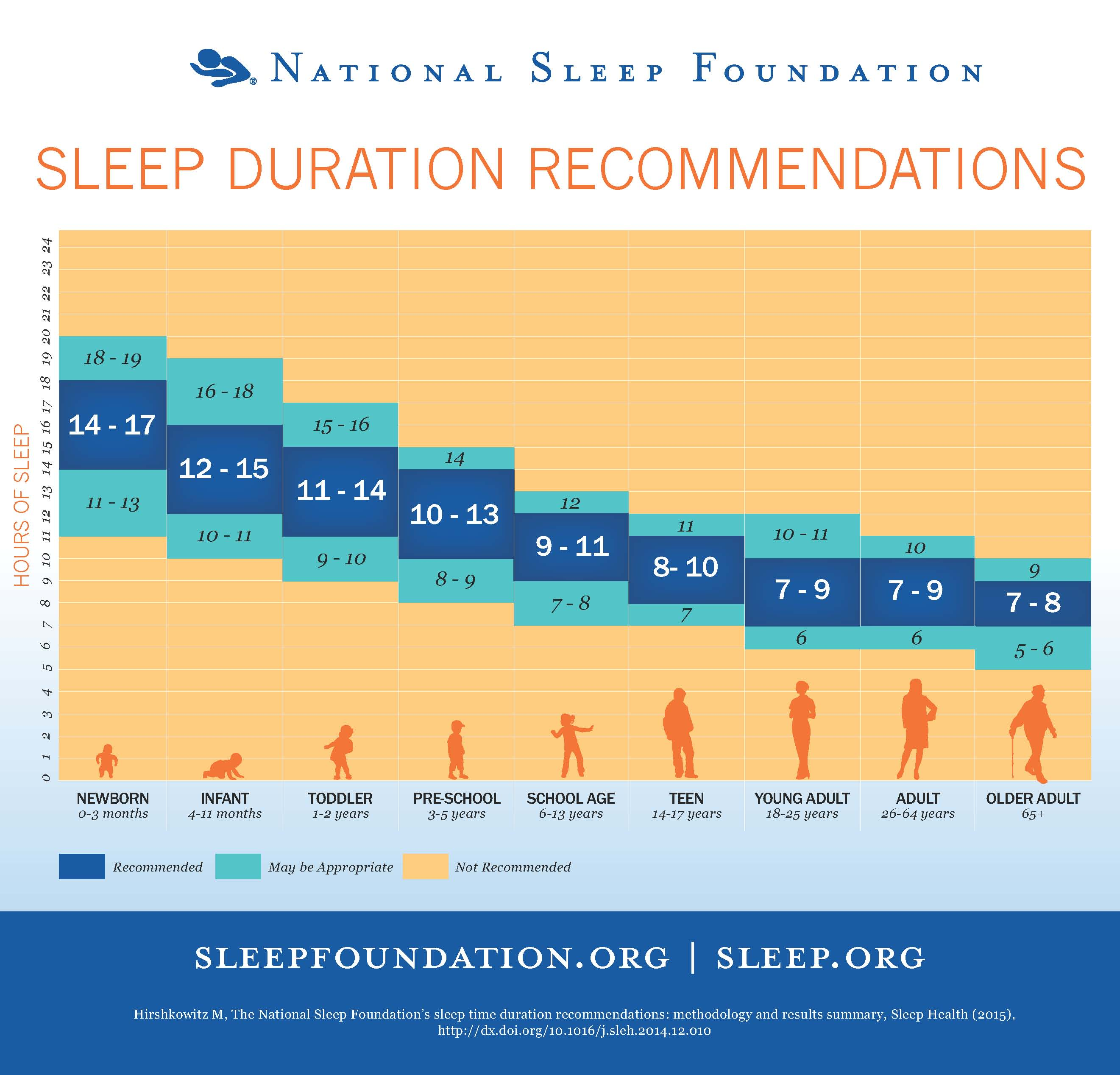
الحصول على قدر مناسب من النوم كل ليلة هو شكل من أشكال العناية الذاتية.

المرض المزمن (حالة صحية مستمرة وطويلة الأمد، غالبًا ما تؤثر على حياة الفرد بأكملها، على سبيل المثال، قصور القلب، والسكري، وارتفاع ضغط الدم ).يوجد سلوكيات مطلوبة للسيطرة على المرض، تقليل الأعراض، وتحسين البقاء على قيد الحياة، مثل الالتزام بالأدوية ومراقبة الأعراض.يتطلب المرض الحاد مثل العدوى (على سبيل المثال، فيروس كورونا ) نفس أنواع سلوكيات العناية الذاتية للأشخاص الذين يعانون من مرض مزمن، ولكن الالتزام بتناول الدواء ومراقبة الأعراض المرتبطة بالمرض عادة ما تكون محدودة الأجل.  لا تزال سلوكيات العناية الذاتية الروتينية للرعاية الصحية التي ينخرط فيها الأفراد (على سبيل المثال، النوم الكافي) مطلوبة من أولئك الذين يتعاملون مع الأمراض الحادة أو المُزمنة.
بالنسبة لغالبية الأشخاص الذين يعانون من مرض مزمن، فإن الوقت الذي يقضيه في علاج هذا المرض من قِبل أخِصائي صحي يفوق إلى حدٍ كبير الوقت الذي يقضيهِ في العناية الذاتية.تُشير التقديرات إلى أن مُعظم الأشخاص الذين يعانون من مرض مُزمن يقضون حوالي 0.001% أو 10 ساعات سنويًا من وقتهم مع مُقدم الرعاية الصحية. الأشخاص الذين يعانون من مرض مزمن، ترتبط العناية الذاتية بأعراض أقل وعدد أقل من حالات العلاج في المستشفى وتحسين نوعية المعيشة والبقاء على قيد الحياة فترة أطول مُقارنة بالأفراد الذين تكون العناية الذاتية لديهم سيئة.    يمكن أن تكون العناية الذاتية صعبة جسديًا وعقليًا بالنسبة لأولئك الذين يعانون من مرض مزمن، حيث أن مرضهم مستمر ويتم علاجه بطريقة مختلفة تمامًا عن المرض الحاد.

## العوامل المؤثرة على العناية الذاتية
هُناك العديد من العوامل التي تؤثر على العناية الذاتية. يُمكن تجميع هذهِ العوامل كعوامل شخصية (مثل الشخص ذاتهِ ومشاكلهِ والبيئة المحيطة)، وعوامل خارجية، وعمليات.
العوامل الشخصية:
- انعدام التحفيز: عندما لا يكون لدى المرء ما يكفي من الطاقة.يمكن أن يحدث هذا بسبب التوتر أو القلق أو أمراض الصحة العقلية الأخرى .[23]
- المعتقدات الثقافية : وتشمل الأدوار التقليدية للجنسين، والعلاقات الأسرية، والجماعية.يمكن أن يؤثر هذا أيضًا على سلوكيات العناية الذاتية.[23]
- الكفاءة الذاتية أو الثقة: ثقة الفرد يمكن أن تؤثر سلباً أو إيجاباً على حالتهِ العقلية .[24]
- القدرات الوظيفية والمعرفية: من خلال عدم كوننا بشرًا مثاليين، يميل الأشخاص لتركيز على ضعفهم.[24]
- الدعم من الآخرين: مثل العائلة أو الأصدقاء يمكن أن يكون ضروريًا للحصول على عقلية صحية وإيجابية للقيام بالعناية الذاتية.[24]
- الوصول إلى العناية: اعتمادًا على العناية الذاتية، يحتاج البعض إلى موارد أو أشياء محددة من أجل القيام بها.[23]

العوامل الخارجية:
- الوضع المعيشي: يمكن أن يؤثر بشكل كبير على عناية الفرد لذاته.[24]
- البيئة المحيطة: يجب أن تكون آمنة وتعزز العناية الذاتية لجميع السكان.[24]
- القرب من مرافق الرعاية الصحية: من المهم أن تكون على مسافة قريبة من المنزل .بالإضافة إلى ساعات عمل المكتب / العيادة ويجب أن تؤخذ في الاعتبار القدرة على تحمل التكاليف.[23]

العمليات:
- الخبرات [25]
- المعرفة [25]
- المهارة [25]
- القيم [25]

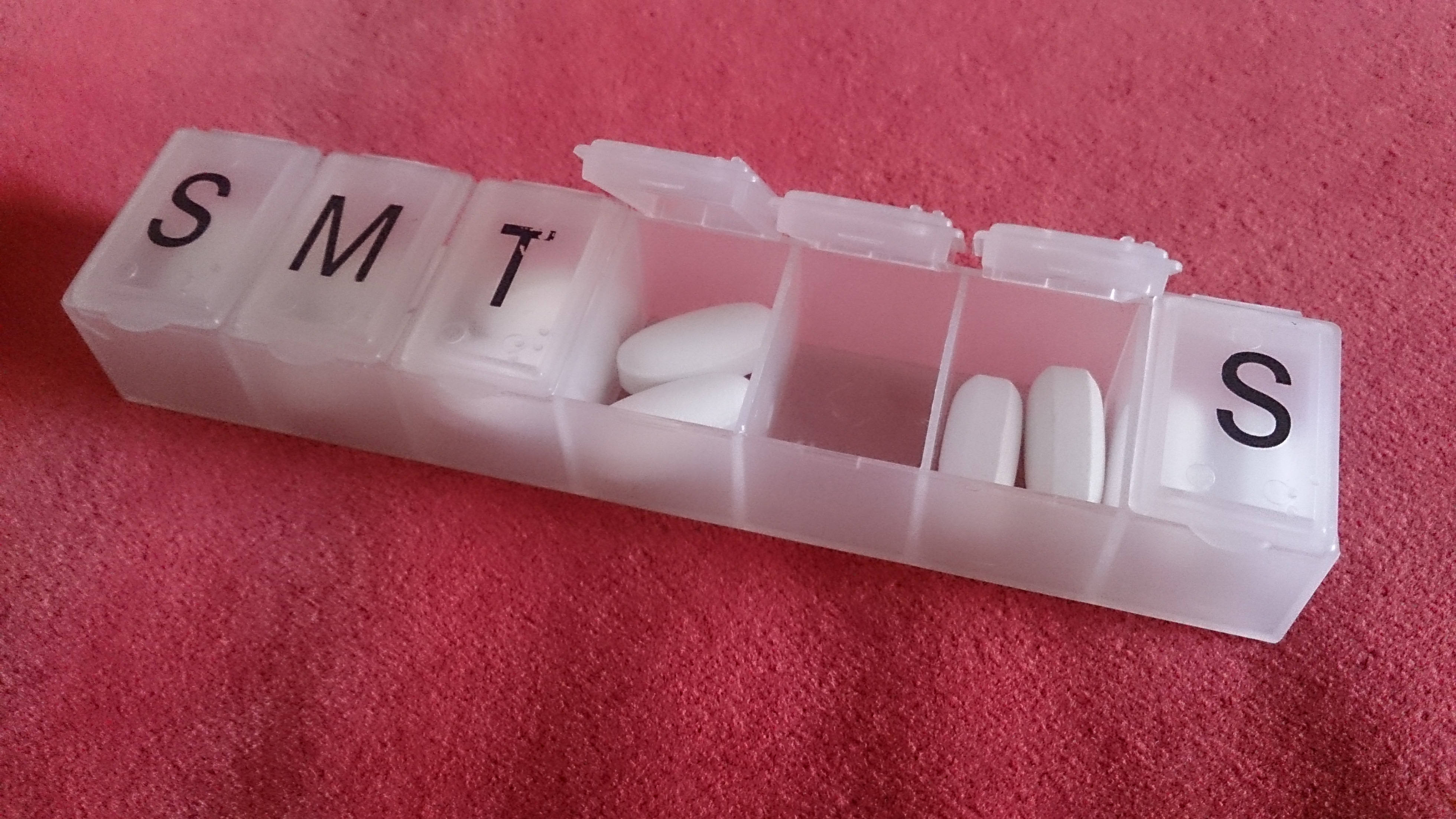
إن تناول الأدوية اللازمة هو شكل من أشكال العناية الذاتية التي قد تكون صعبة بالنسبة للأشخاص الذين يعانون من مشاكل في الذاكرة.قد يساعد الصندوق الذي ينظم الحبوب الصحيحة لكل يوم من أيام الأسبوع.

تتشكل ممارسات العناية الذاتية من خلال ما يُنظر إليه على أنهُ خيارات نمط الحياة المُناسبة للمجتمعات المحلية.تلعب المحددات الاجتماعية للصحة دورًا مهمًا في ممارسات العناية الذاتية. تؤثر العوامل الشخصية الداخلية مثل التحفيز والعواطف والقدرات المعرفية أيضًا على سلوكيات صيانة العناية الذاتية.غالبًا ما يكون التحفيز هو القوة الدافعة وراء أداء سلوكيات صيانة العناية الذاتية. تحديد الأهداف هو ممارسة مرتبطة بالعناية الذاتية المُحفزة. من المُرجح أن يعاني الشخص المُصاب بالإكتئاب من سوء التغذية، وقلة تناول الفواكه والخضروات، وانخفاض النشاط البدني، وضعف الإلتزام بأخذ الأدوية. الفرد الذي يعاني من ضعف في القدرات المعرفية أو الوظيفية (على سبيل المثال، ضعف الذاكرة) لديهِ أيضًا قدرة مُتضائلة على أداء سلوكيات صيانة العناية الذاتية،  مثل الإلتزام بأخذ الأدوية التي تعتمد على الذاكرة لحفظ جدول مواعيدها .
تتأثر العناية الذاتية بموقف الفرد وإيمانهِ بكفاءتهِ الذاتية أو ثقتهِ في أداء المهام والتغلب على العوائق، وقد تؤثر المعتقدات والقيم الثقافية أيضًا عليها.الثقافات التي تشجع أُسلوب حياة العمل الشاق قد تَنظر إلى العناية الذاتية بطرق مُتناقضة. وقد ثبتَ أن القيم الشخصية لها تأثير على العناية الذاتية في مرض السكري من النوع 2.
يُمكن لأنظمة الدعم الاجتماعي أن تؤثر على كيفية أداء الفرد لصيانة العناية الذاتية.تَشمل أنظمة الدعم الاجتماعي: العائلة، الأصدقاء، ومجموعات الدعم المُجتمعية أو الدينية الأخرى.توفر أنظمة الدعم هذهِ فُرصًا لإجراء النِقاشات وإتخاذ القرارات بشأن العناية الذاتية.الرعاية المُشتركة يمكن أن تقلل من الضغط على الأفراد المصابين بأمراض مزمنة.
هُناك العديد من متطلبات العناية الذاتية التي تنطبق على جميع الأفراد من جميع الأعمار للحفاظ على الصحة والرفاهية. يعدُ التوازن بين العُزلة أو الراحة والأنشطة؛ مثل التفاعلات الاجتماعية؛ إحدى المبادئ الأساسية لممارسات العناية الذاتية. ومن المُتطلبات أيضًا منع وتجنب المخاطر البشرية، والمُشاركة في المجموعات الاجتماعية.يُعتقد أن الأداء المُستقل لسلوكيات العناية الذاتية يُساعد المرضى المسنين. تعتبر الإستقلالية المُدرَكة والكفاءة الذاتية والتمثيل المُناسب للمرض عناصر إضافية للعناية الذاتية، والتي يُقال إنها تُساعد الأشخاص الذين يعانون من أمراض مزمنة.

## قياس سلوكيات العناية الذاتية
تمّ تطوير مجموعة متنوعة من أدوات التقرير الذاتي للسماح للأطباء والباحثين بقياس مُستوى العناية الذاتية في مواقف مختلفة لكل من المرضى ومقدمي الرعاية لهم. هذه الأدوات متاحة مجانًا بالعديد من اللُغات.العديد من هذه الأدوات لديها نسخة متاحة لمقدمي الرعاية لتشجيع البحث الثنائي.
- مؤشر قصور القلب في الرعاية الذاتية [31]
- جرد الرعاية الذاتية لارتفاع ضغط الدم [32]
- مخزون الرعاية الذاتية لمرض السكري [33]
- الرعاية الذاتية لمخزون أمراض القلب التاجية [34]
- جرد الرعاية الذاتية للأمراض المزمنة [35]
- الرعاية الذاتية لمرض الانسداد الرئوي المزمن [36]

## نظرية متوسطة المدى للعناية الذاتية للأمراض المزمنة
وفقًا للنظرية مُتوسطة المدى للأمراض المزمنة،   يتم التقاط هذهِ السلوكيات في مفاهيم صيانة العناية الذاتية، ومُراقبة العناية الذاتية، وإدارة العناية الذاتية.تُشير صيانة العناية الذاتية إلى تلك السلوكيات المُستخدمة للحفاظ على الإستقرار الجسدي والعاطفي.مُراقبة العناية الذاتية، هي عملية مُراقبة التغيرات في العلامات والأعراض.إدارة العناية الذاتية، هي الإستجابة للعلامات والأعراض عِند حدوثها.إن التعرف على الأعراض وتقييمها يعد جانبًا أساسيًا من العناية الذاتية. 
تَتم مناقشة هذهِ المفاهيم أدناه كمفاهيم عامة وسلوكيات عناية ذاتية مُحددة (على سبيل المثال، ممارسة الرياضة).

### صيانة العناية الذاتية

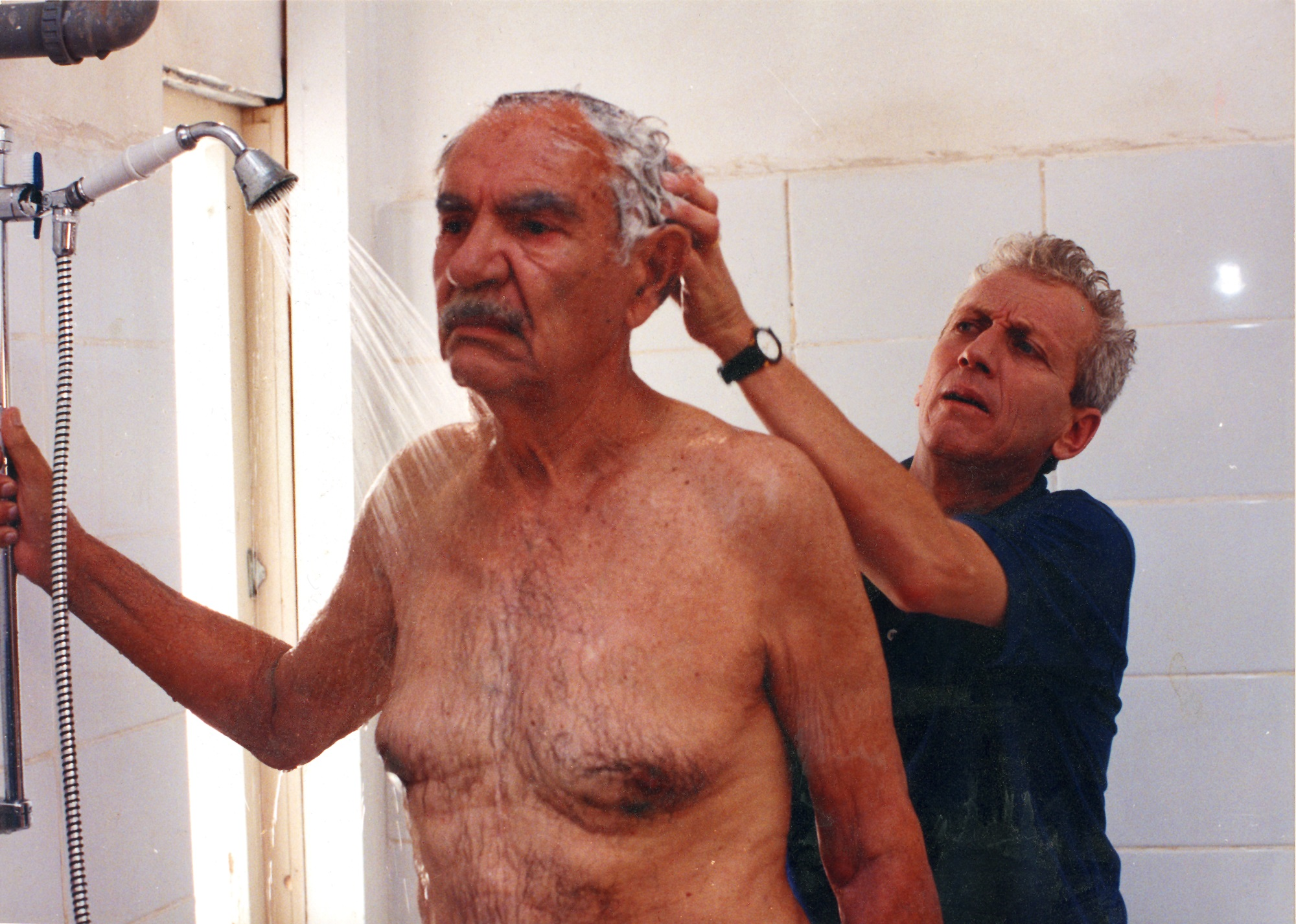
الحفاظ على نظافة الجسم هو جزء من الرعاية الذاتية.عندما لا يتمكن الأشخاص من الاستحمام أو الاستحمام بأمان بمفردهم، فقد يستعينون بشخص آخر لمساعدتهم.

تُشير صيانة العناية الذاتية إلى تلكَ السلوكيات التي يتم إجراؤها لتحسين الرفاهية وحِفاظ على الصحة أو الحِفاظ على الإستقرار الجسدي والعاطفي. تَشمل سلوكيات صيانة العناية الذاتية، الوقاية من الأمراض والحفاظ على النظافة المناسبة.
تتضمن التدابير المحددة للوقاية من الامراض، تجنب تعاطي التبغ وأنشطة بدنية منتظمة ونظام غذائي صحي وأخذ الأدوية بوصفة من قبل مزود الرعاية الصحية وتلقي اللقاحات يعد من السلوكيات المهمة للعناية الذاتية . تزود اللقاحات الجسم بالمناعة لمنع الامراض المعدية بشكل فعال. يعد تعاطي التبغ من أكبر المسببات للمرض والموت التي يمكن الوقاية منها في الولايات المتحدة. وجد انه يمكن تحسين الصحة العامة ونوعية الحياة كما يمكن تقليل من خطر الاصابة بالامراض والوفاة المبكرة بسبب تقليل من تعاطي التبغ.
تَشمل فوائد النشاط البدني المُنتظم التحكم في الوزن، إنخفاض خطر الإصابة بالأمراض المُزمنة، تقوية العِظام ومرونة العضلات، تحسين الصحة العقلية، تحسين القدرة على المشاركة في الأنشطة اليومية، وانخفاض معدل الوفيات. يوصي مركز السيطرة على الأمراض والوقاية منها (CDC)(سي دي سي) بممارسة نشاط معتدل لمدة ساعتين وثلاثين دقيقة كل أسبوع، بما في ذلك المشي السريع أو السباحة أو ركوب الدراجة.
يوجد جانب آخر من جوانب العناية الذاتية، وهو إتباع نِظام غذائي صحي، يتكون من مجموعة واسعة من الفواكه والخضروات الطازجة واللحوم الخالية من الدهون والبروتينات الأخرى.يجب تجنب الأطعمة المصنعة، بما في ذلك الدهون والسكريات والصوديوم، في إطار مُمارسة العناية الذاتية.
تُعتبر النظافة جزء آخر مُهمًا من صيانة العناية الذاتية.تشمل السلوكيات الصحية، النوم الكافي والعناية المُنتظمة بالفم وغسل اليدين.الحصول على سبع إلى ثمانيّ ساعات من النوم كل ليلة يُمكن أن يحمي الصحة البدنية والعقلية. يُزيد نقص النوم من خطرِ الإصابة بأمراض القلب وأمراض الكلى وارتفاع ضغط الدم والسكري والوزن الزائد والسلوكيات المحفوفة بالمخاطر. تنظيف الأسنان والنظافة الشخصية يُمكن أن يمنع إلتهابات الفم.[بحاجة لمصدر]
موضوعات الرعاية الذاتية المتعلقة بالصحة تشمل ما يلي:
- تدريبات اللياقة البدنية العامة والتمارين البدنية[بحاجة لمصدر]
- النظام الغذائي الصحي والوجبات وأطعمة الحمية والصيام[بحاجة لمصدر]
- الإقلاع عن التدخين وتجنب الإفراط في تعاطي الكحول[بحاجة لمصدر]
- النظافة الشخصية[بحاجة لمصدر]
- تمديد حياة[بحاجة لمصدر]
- إدارة الألم[بحاجة لمصدر]
- التعامل مع الضغوط[بحاجة لمصدر]
- المساعدة الذاتية والتنمية الشخصية[بحاجة لمصدر]
- بوابات الرعاية الذاتية [45] واستخدام التطبيقات الصحية[بحاجة لمصدر]

التدابير الموضوعية لسلوكيات صيانة العناية الذاتية المحددة:

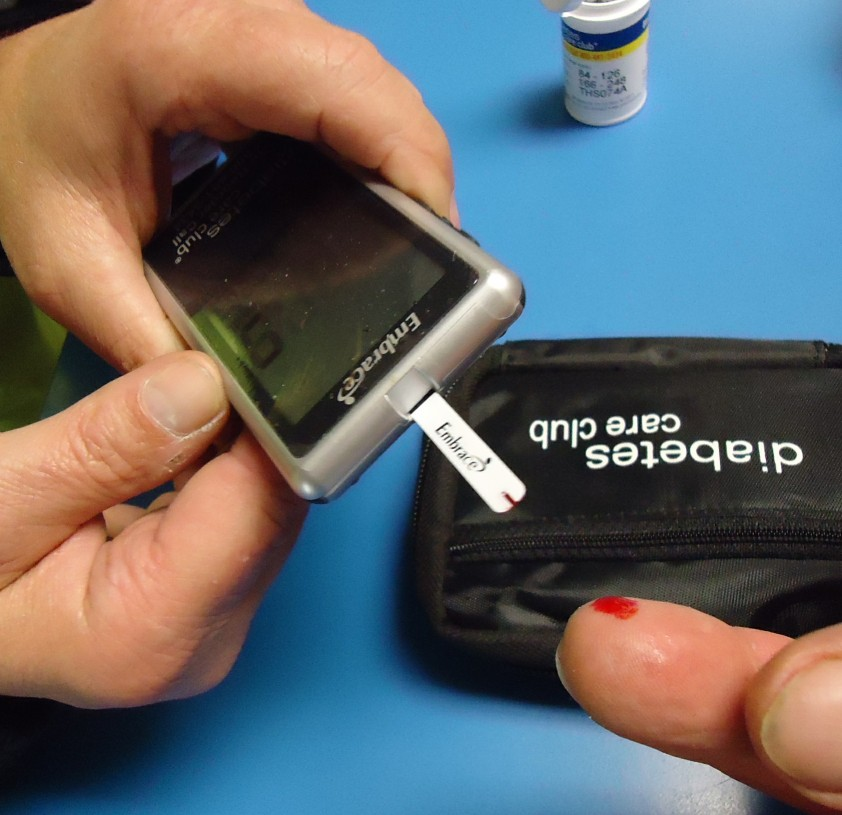
اختبار نسبة السكر في الدم لمرض السكري هو شكل من أشكال الرعاية الذاتية.

### التدخلات لتحسين سلوكيات صيانة الرعاية الذاتية
تَعتبر العناية الذاتية بمثابة عملية تعلم مُستمرة. المعرفة ضرورية، ولكنها ليست كافية لتحسين العناية الذاتية. تَعتبر التدخلات مُتعددة الأوجه، التي تُصمم التعليم بما يتناسب مع الفرد أكثر فعالية من تثقيف المريض نفسهِ بنفسهِ.
- يتم استخدام "إعادة التعليم" لقياس مقدار المعلومات التي يتم الاحتفاظ بها بعد تعليم المريض.يحدث إعادة التعليم عندما يُطلب من المرضى تكرار المعلومات التي تم تقديمها لهم.ليتحقق المربي من الفجوات في فهم المريض، ويعزز الرسائل، ويخلق محادثة تعاونية مع المريض.[47] من المهم للأفراد الذين يعانون من مرض مزمن فهم وتذكر المعلومات الواردة حول حالتهم.يمكن لتقنية إعادة التعليم تثقيف المرضى وتقييم التعلم.[47] على سبيل المثال، يمكن لمقدم الخدمة أن يبدأ إعادة التدريس عن طريق طرح السؤال التالي: "أريد التأكد من أنني شرحت كل شيء بوضوح.إذا كنت تتحدث إلى جارك، فماذا ستقول له/لها عما تحدثنا عنه اليوم".[48] تحمي هذه العبارة إحترام المريض لذاتهِ بينما تضع مسؤولية الفهم على كل من مقدم الخدمة والمريض.أظهرت إحدى الدراسات التي تم إجراؤها أن المرضى الذين يعانون من قصور القلب والذين تلقوا تقنية إعادة التعليم كان لديهم معدل إعادة قبول أقل بنسبة 12٪ مقارنة بالمرضى الذين لم يتلقوا تلك التقنية.[48] على الرغم من أن طريقة التدريس هذهِ فعالة على المدى القصير، إلا أن هناك القليل من الأدلة التي تدعم تأثيرها على المدى الطويل.يعد الاحتفاظ بالمعرفة على المدى الطويل أمرًا بالغ الأهمية للعناية الذاتية، لذا هناك حاجة إلى مزيد من البحث حول هذا النهج.[49]
- العادات هي استجابات تلقائية للمواقف الشائعة مثل غسل اليدين بعد استخدام الحمام.تتشكل العادة عندما تؤدي الإشارات البيئية إلى سلوك مع الحد الأدنى من المداولات الواعية.[50]
- الاقتصاد السلوكي هو مجموعة فرعية من دراسة الاقتصاد التي تبحث في كيفية لعب العوامل المعرفية والاجتماعية والعاطفية دورًا في القرارات الاقتصادية للفرد.يؤثر الاقتصاد السلوكي الآن على تصميم تدخلات الرعاية الصحية التي تهدف إلى تحسين صيانة العناية الذاتية.يأخذ الاقتصاد السلوكي في الاعتبار مدى تعقيد السلوك البشري وعدم عقلانيتهِ.[51]
- المقابلات التحفيزية هي وسيلة لإشراك التفكير النقدي فيما يتعلق باحتياجات العناية الذاتية.تستخدم المقابلات التحفيزية أسلوب المقابلات الذي يركز على أهداف الفرد في أي سياق.تعتمد المقابلات التحفيزية على ثلاث نظريات نفسية: التنافر المعرفي ، والإدراك الذاتي، ونموذج التغيير النظري .تهدف المقابلات التحفيزية إلى تعزيز الدافع الجوهري للتغيير.[52]
- التدريب الصحي هو وسيلة لتعزيز الدافع لبدء التغيير السلوكي والحفاظ عليه.يسهل مدرب الصحة التغيير السلوكي من خلال التركيز على الأهداف الشخصية وتجارب الحياة والقيم.[52]

## المراقبة
مُراقبة العناية الذاتية، هيَ عملية مُراقبة تتضمّن قياس وإدراك التغيُرات الجسدية، أو "الإستماع إلى الجسم". قد يكون مِن المُفيد فهم مفهوم العقل الجسدي عندَ مُراقبة العناية الذاتية.تتطلب المُراقبة الفعالة للعناية الذاتية أيضًا القُدرة على تصنيف وتفسير التغيرات في الجسم على أنها طبيعية أو غير طبيعية. يُتيح التعرف على العلامات والأعراض الجسدية، وفهم تطور المرض، والعلاجات الخاصة بها، الكفاءة في معرفة متى يجب طلب المزيد من المساعدة الطبية.
تتكون مُراقبة العناية الذاتية، من إدراك الأعراض وقياسها.إدراك الأعراض، هو عملية مُراقبة الجسم بحثًا عن علامات تَغير الصحة.ويشمل ذلك وعي أو إدراك الجسم أو الإستماع إليه، والتعرف على الأعراض ذات الصلة بالصحة.

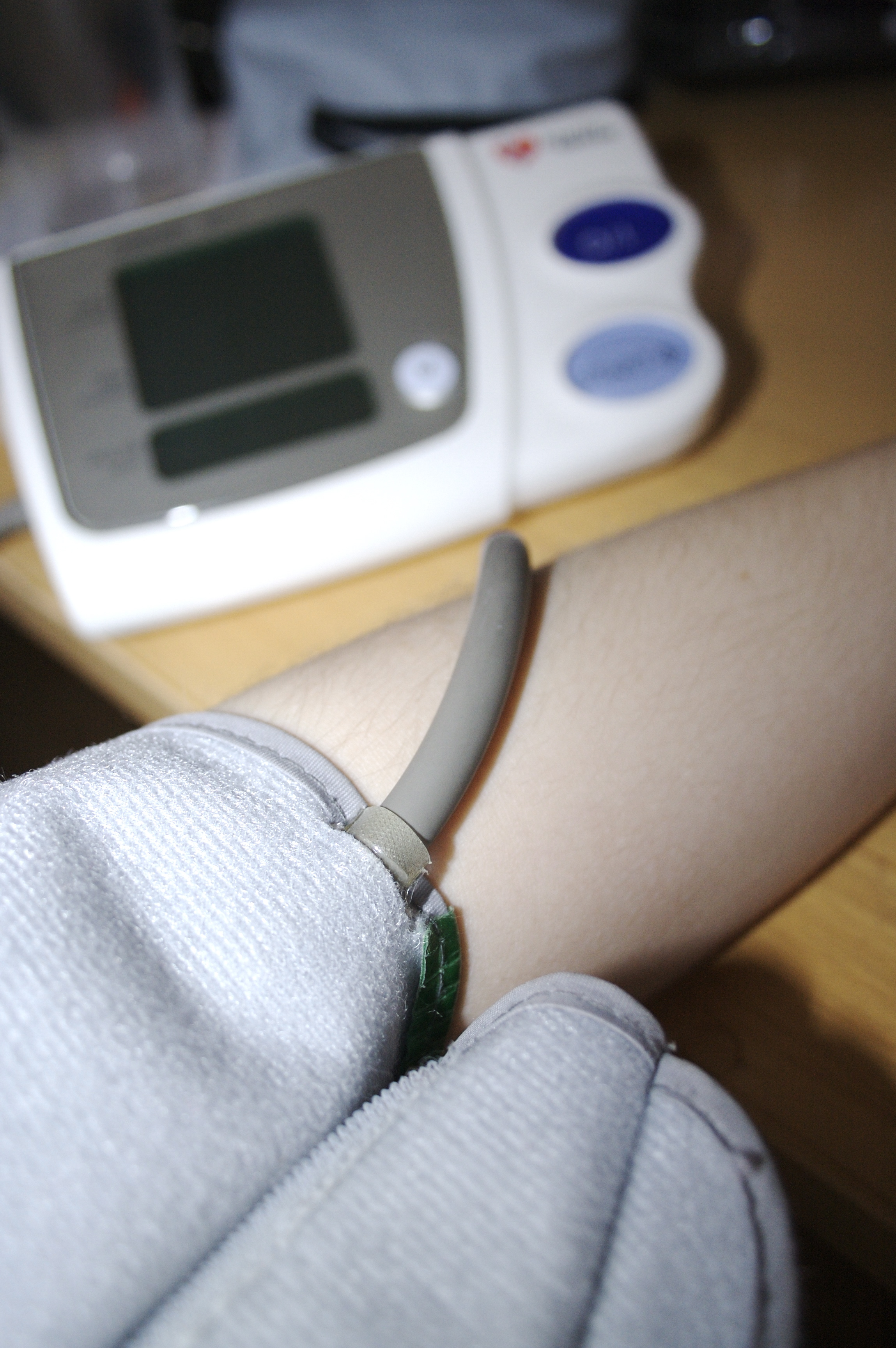
فحص ضغط الدم في المنزل باستخدام مقياس ضغط الدم الإلكتروني.تعتبر مراقبة الحالات الطبية المزمنة شكلاً من أشكال الرعاية الذاتية.

يُمكن مراقبة التغيرات في الحالة الصحية أو وظائف الجسم باستخدام أدوات وتقنيات مُختلفة.يتزايد نِطاق وتعقيد الأجهزة الطبية المستخدمة في كلٍ من المستشفيات والرعاية المنزلية. بعض الأجهزة مُخصصة لإحتياجات شائعة لعملية مَرضية مثل أجهزة مُراقبة الجلوكوز لتتبع مُستويات السكر في الدم لدى مرضى السكري.يمكن للأجهزة الأخرى توفير مجموعة أكثر عُمومية من المعلومات، مثل مِقياس الوزن، وسِوار ضغط الدم ، ومِقياس التأكسج النبضي ، وما إلى ذلك.وتشمل الأدوات الأقل تكنولوجيًا، المنظمين، والرسوم البيانية، والرسوم البيانية تستخدم لتوجيه أو تتبع التقدم مثل عدد السعرات الحرارية، المزاج، وقياسات العلامات الحيوية، وما إلى ذلك.[بحاجة لمصدر]

### العوائق التي تحول دون المراقبة
تؤثر القدرة على المشاركة في مُراقبة العناية الذاتية على تطور المرض.قد لا يتم التعرف على عوائق المراقبة وتتداخل مع العناية الذاتية الفعالة.وتشمل العوائق: نقص المعرفة، وأنظمة العناية الذاتية غير المرغوب فيها، والتعليمات المختلفة من مقدمي الخدمة المتعددين، والقيود المفروضة على الوصول والمشاركة في مراقبة العناية الذاتية المُتعلقة بالدخل المالي أو الإعاقة الجسدية.العوامل النفسية والاجتماعية مثل الدافع والقلق والاكتئاب والثقة يُمكن أن تكون أيضًا بمثابة حواجز تحول دون ذلك.
- قد تمنع التكاليف المرتفعة بعض الأفراد من الحصول على معدات المراقبة لتتبع الأعراض.[55]
- إن نقص المعرفة حول الآثار المترتبة على الأعراض الفسيولوجية مثل ارتفاع مستويات السكر في الدم قد يقلل من دافع الفرد لممارسة مراقبة الرعاية الذاتية.[55]
- الخوف من النتائج/الخوف من استخدام المعدات مثل الإبر قد يمنع المرضى من مُمارسة مُراقبة الرعاية الذاتية بسبب القلق الناتج أو سلوكيات التجنب.[55]
- قد يؤثر نقص الدعم الأُسري على الاتساق في مراقبة العناية الذاتية بسبب قلة التذكيرات أو التشجيع.[56]

إنَّ وجود حالات مَرضية مُصاحبة يجعل إجراء مُراقبة العناية الذاتية أمرًا صعبًا بشكل خاص. على سبيل المثال، يمكن لضيق التنفس الناتج عن مرض الانسداد الرئوي المزمن (داء الانسداد الرئوي المزمن) أن يمنع مريض السكري من مُمارسة التمارين البدنية. ينبغي أخذ أعراض الأمراض المُزمنة في الاعتبار عند أداء سلوكيات صيانة العناية الذاتية.  

### التدخلات لتحسين سلوكيات المراقبة
نظرًا لأن مراقبة العناية الذاتية تتم في المقام الأول من قبل المرضى، مع بعض المُدخلات من مقدمي الرعاية، فمِن الضروري العمل مع المرضى بشكل وثيق حول هذا الموضوع.يجب على مقدمي الخدمة تقييم نظام مُراقبة العناية الذاتية الحالي وبناء ذلك لإنشاء خُطة عناية فردية. يُقال إنَّ المعرفة والتعليم المُصمَمين خصيصًا لمستوى فهم المريض أمر أساسي لمراقبة العناية الذاتية.عندما يفهمُ المرضى الأعراض التي تتوافق مع مرضِهم، يمكنهم تعلم كيفية التعرف على هذه الأعراض في وقتٍ مُبكر.ومن ثم يمكنهم إدارة مرضهم ذاتيًا ومنع المُضاعفات.
تُجرى حاليًا أبحاث إضافية لتحسين مُراقبة العناية الذاتية في المجالات التالية:
- اليقظة التامة: لقد أظهرت عملية اليقظة التامة والتأمل، من خلال تضمين برنامج تعليمي ليوم واحد لمرضى السكري، تحسن وتطور في التحكم بالمرض لمدة ثلاث أشهر من المتابعة للمرض، مقارنة بأولئك الذين يتلقون تعليمهم من غير ممارسة فن اليقظة التامة.[62]
- إتخاذ القرار: إن قدرة المريض على إتخاذ القرار بنفسه يمكن ان يشجعه ويحسن من حالته مع بعض الدعم من الشخص المسؤول عن رعايته الصحية، يؤدي ذلك إلى نتائج ومراقبة عناية ذاتية افضل.[63]
- الفعالية الذاتية: لقد اظهرت الفعالية او العمل الذاتي النتيجة المرجوة لقدرة المريض لتادية العناية الذاتية بشكل اقرب من المعرفة والتلقين الصحي[64]
- تقنيات ملبوسة: كيف يمكن لمراقبة العناية الذاتية ان تتطور مع تقنية مثل الاجهزة الملبوسة لمراقبة النشاط[65]

## الإدارة

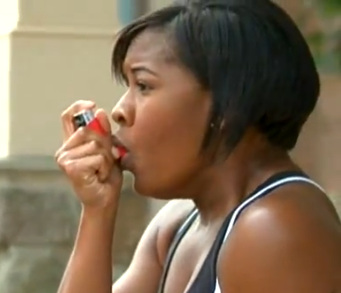
تحتوي أجهزة استنشاق الربو على دواء يعالج أعراض الربو .يعد التعرف على أعراض الربو وتناول أدوية الربو أو أي إجراء مناسب آخر نوعًا من الإدارة الذاتية.

تُعرف إدارة العناية الذاتية على أنها الإستجابة لعلامات وأعراض المرض عند حدوثه. تتضمن إدارة العناية الذاتية تقييم التغيرات الجسدية والعاطفية وتحديد ما إذا كانت هذه التغييرات بحاجة إلى العلاج.قد تحدث التغييرات بسبب المرض أو العلاج أو البيئة.بمجرد إكتمال العلاج، يجب تقييمه للحكم على ما إذا كان من المفيد تكراره في المستقبل.تعتمد العلاجات على العلامات والأعراض التي ظهرت.عادة ما تكون العلاجات محددة للمرض معين.
تتضمن إدارة العناية الذاتية التعرف على الأعراض، علاج الأعراض، وتقييم العلاج. إن سلوكيات إدارة العناية الذاتية خاصة بالأعراض والأمراض.على سبيل المثال، قد يَتعرف المريض المصاب بالربو على أعراض ضيق التنفس.يمكن لهذا المريض إدارة الأعراض بإستخدام جهاز الاستنشاق ومعرفة ما إذا كان تنفسهِ يتحسن. يقوم المريض المصاب بقصور القلب بإدارة حالتهِ من خلال التعرف على الأعراض، مثل التورم وضيق التنفس. قد تشمل سلوكيات إدارة الرعاية الذاتية لقصور القلب تناول حبوب الماء(حبوب تزيد إنتاج البول)، والحد من تناول السوائل والملح، وطلب المساعدة من مقدم الرعاية الصحية.
هناك حاجة إلى مراقبة العناية الذاتية المنتظمة لتحديد الأعراض مُبكرًا والحُكم على فعالية العلاجات. بعض الأمثلة تشمل:
- قم بحقن الأنسولين استجابةً لارتفاع نسبة السكر في الدم ثم أعد الفحص لتقييم ما إذا كان مستوى الجلوكوز في الدم قد انخفض[بحاجة لمصدر]
- استخدم الدعم الاجتماعي والأنشطة الترفيهية الصحية لمحاربة مشاعر العزلة الاجتماعية .[67] وقد ثبت أن هذا فعال للمرضى الذين يعانون من مرض الرئة المزمن [68]

### العوائق أمام الإدارة

#### الوصول إلى العناية
يعد الوصول إلى العناية الصحية عائِقًا رئيسيًا يؤثر على إدارة العناية الذاتية. قد يتطلب علاج الأعراض إستشارة مقدم الرعاية الصحية.يتأثر الوصول إلى نظام الرعاية الصحية إلى حد كبير بمقدمي الخدمات.قد لا يتمكن العديد من الأشخاص المصابين بأمراض مُزمنة من الوصول إلى مقدمي الخدمات داخل نظام الرعاية الصحية لعدة أسباب.هناك ثلاثة عوائق رئيسية تحول دون الرعاية تشمل: التغطية التأمينية، ضعف الوصول إلى الخدمات، وعدم القدرة على تحمل التكاليف. عدم الوصول إلى مدربي الرعاية الصحية ، عادة ما يؤدي لنتائج أسوأ.

#### قيود مالية
تؤثر الحواجز المالية على إدارة العناية الذاتية.يتم توفير غالبية التغطية التأمينية من قِبل الموظفين وأصحاب العمل.وكثيراً ما يكون فقدان الوظيفة مصحوباً بفقدان التأمين الصحي وعدم القدرة على تحمل تكاليف الرعاية الصحية.في المرضى الذين يعانون من مرض السكري وأمراض القلب المُزمنة، ترتبط الحواجز المالية بضعف الوصول إلى الرعاية الصحية، سوء نوعية الرعاية الصحية، وأمراض الأوعية الدموية، نتيجة لذلك، إنخفض لدى هؤلاء المرضى مُعدلات التقييمات الطبية، وقياسات الهيموجلوبين A1C (فحص يستخدم لتقيم مستويات الجلوكوز في الدم خلال الأشهر الثلاثة الماضية)، وقياسات الكوليسترول، وفحوصات العين والقدم، والتثقيف حول مرض السكري ، واستخدام الأسبرين. لقد وجدت الأبحاث أن الأشخاص من الطبقة الاجتماعية العليا أفضل في إدارة الرعاية الذاتية للحالات المزمنة من اقرانهم .بالإضافة إلى ذلك، غالبًا ما يفتقر الأشخاص ذي المستويات التعليمية المنخفضة إلى الموارد اللازمة للمشاركة بفعالية في سلوكيات الإدارة الذاتية.

#### العمر
من المُرجح أن يقوم المرضى المسنون بتقييم أعراضِهم بشكل مختلف ويؤخرون طلب الرعاية الصحية لفترة أطول عندما تظهر عليهم الأعراض.  سيعاني الشخص المسن المصاب بقصور القلب من أعراض ضيق التنفس بشكل مُختلف عن الشخص الأصغر سِنًا المُصاب بنفس المرض . يجب أن يكون مُقدمو الخدمة الرعاية على دراية بالتأخير المحتمل في سلوك البحث عن مقدم الخدمة لدى المرضى المسنين، مما قد يؤدي إلى تفاقُم حالتهم العامة.

#### الخبرة السابقة
تُساهم الخبرة السابقة في تطوير المهارات في إدارة العناية الذاتية.تساعد الخِبرة المريض على تطوير الإشارات والأنماط التي يُمكنهُ تذكرها وإتباعها، مِمّا يؤدي إلى تحقيق أهداف وإجراءات معقولة في المواقف المتكررة للأعراض. يَعرف المريض الذي يتمتع بمهارات إدارة الذات ما يتوجب فِعله أثناء الأحداث المتكررة للأعراض.وقد يؤدي ذلك إلى التعرف على أعراضهم في وقت مُبكر، والبحث عن مقدم خدمة الرعاية عاجلاً.

#### مَحو الأُمية في مجال الرعاية الصحية
يعد مَحو الأمية في مجال الرعاية الصحية عاملاً آخر يؤثر على إدارة العناية الذاتية.إن المعرفة بالرعاية الصحية هي مِقدار المعلومات الصحية الأساسية التي يمكن للناس فهمُها.إن معرفة القراءة والكتابة في مجال الرعاية الصحية هو المُتغير الرئيسي الذي يُساهم في الإختلافات في تقييمات المرضى لدعم الإدارة الذاتية. تتضمن العناية الذاتية الناجحة فهم معنى التغيرات في جسد الفرد.الأفراد الذين يمكنهم تحديد التغييرات في أجسادهم يُصبحون قادرين بعد ذلك على التوصل إلى خيارات واتخاذ قرار بشأن مسار العمل على علاجهم. يمكن للتثقيف الصحي على مستوى معرفة القراءة والكتابة لدى المريض أن يزيد من قدرة المريض على حل المشكلات، تحديد الأهداف، وإكتساب المهارات في تطبيق المعلومات العملية.يمكن أن تؤثر الثقافة الصحية لدى المريض أيضًا على تقييم جودة الرعاية الصحية.قد تؤدي خوض الرعاية الصحية السيئة، إلى تجنب المريض العودة إلى نفس مُقدم الخدمة او غيره، وهذا يُخلق تأخيرًا في إدارة الأعراض الحادة للمرض.يجب على مُقدمي الخدمة لصحية مُراعاة الثقافة الصحية للمريض عند تصميم خطط العلاج التي تتطلب مهارات الإدارة الذاتية.

#### الظروف المرضية المُصاحبة
قد يعاني المريض المُصاب بأمراض مزمنة مُتعددة ( الأمراض المتعددة )، من آثار مُضاعفة لأمراضهِ.يمكن أن يشمل ذلك تفاقم حالة ما بسبب أعراض أو علاج حالة أخرى. يميل الناس إلى إعطاء الأولوية لأحد امراضهم على حِساب الأخر.وهذا يحدُ من إدارة الرعاية الذاتية لأمراضهم الأخرى.قد يكون لإحدى الحالات أعراض أكثر وضوحًا من غيرها، أو قد يكون المريض مرتبطًا عاطفيًا بمرض ما، على سبيل المثال، المرض الذي عانى منه لفترة طويلة.إذا لم يكن مقدمو الخدمة على دراية بتأثير الإصابة بأمراض متعددة، فقد تفشل صحة المريض في التحسن أو تتفاقم النتائج العلاجية للجهود المبذولة.

### التدخلات لتحسين الإدارة
هناك العديد من الطرق التي يمكن للمرضى ومقدمي الرعاية الصحية العمل معًا لتحسين إدارة العناية الذاتية للمرضى ولمقدمي الرعاية.يتيح تعليم مهارة اشارة المرور (تقسيم الحالة لثلث اقسام)، للمرضى ومقدمي الخدمات العمل معًا لتطوير استراتيجيات صنع القرار.

#### إشارة المرور
مهارة إشارة المرور: هيَ خطة عمل للعلاج اليومي لمرض مزمن للمريض تم إنشاؤها بوساطة فريق الرعاية الصحية بالتعاون مع المريض. فهو يجعل اتخاذ القرار أسهل من خلال تصنيف العلامات والأعراض وتحديد الإجراءات المناسبة لكل مجموعة.ويفصل العلامات والأعراض إلى ثلاث مناطق:
- اللون الأخضر هو المنطقة الآمنة، مما يعني أن العلامات والأعراض التي يعاني منها المريض هي ما هو متوقع عادةً.يجب أن يستمر المريض في القيام بمهام العناية الذاتية اليومية، مثل تناول الأدوية اليومية وتناول نظام غذائي صحي.[78]
- اللون الأصفر هو منطقة التحذير، أي أنه يجب مراقبة العلامات والأعراض التي يعاني منها المريض لأنها غير طبيعية، ولكنها ليست خطيرة بعد.قد يلزم اتخاذ بعض الإجراءات في هذه المنطقة للعودة إلى المنطقة الخضراء، على سبيل المثال تناول أدوية إضافية.قد يحتاج المريض إلى الاتصال بفريق الرعاية الصحية الخاص به للحصول على المشورة.[78]
- اللون الأحمر هو منطقة الخطر، مما يعني أن العلامات والأعراض التي تظهر على المريض تُظهر أن هناك شيئًا خاطئًا يحدث وبشكل خطير.إذا كان المريض في هذه الفئة يحتاج إلى اتخاذ إجراءات للعودة إلى الفئة الخضراء، مثل تناول دواء الطوارئ، وكذلك الاتصال بفريق الرعاية الصحية الخاص به على الفور.وقد يحتاجون أيضًا إلى الاتصال بالمساعدة الطبية الطارئة.[78]

تُساعد خطة إشارة المرور المرضى على إتخاذ قرارات بشأن الإجراءات التي يجب اتخاذها تجاه العلامات والأعراض المُختلفة، ومتى يتصلون بفريق الرعاية الصحية الخاص بهم بشأن مشكلة ما.سيقوم المريض ومقدم الخدمة بتخصيص علامات وأعراض معينة تناسب كل فئة من فئات خطة إشارة المرور.

#### تدريس المهارات
يعدُ تدريس المهارات فرصة تعليمية بين مُقدم الرعاية الصحية والمريض، حيث يتعلم المريض مهارة في العناية الذاتية فريدة من نوعها لمرضه/لمرضها المزمن. يمكن تطبيق بعض هذه المهارات على الإدارة اليومية لأعراض المرض المزمن، في حين يمكن تطبيق مهارات أخرى عندما يكون هناك تفاقم في الأعراض.
يُمكن للمريض الذي تم تشخيص إصابته بالربو المستمر حديثًا، أن يتعلم كيفية تناول الدواء عن طريق الفم، للإدارة اليومية ،والسيطرة على الأعراض المزمنة، والوقاية من نوبة الربو.ومع ذلك، قد يأتي وقت يتعرض فيه المريض لمحفز بيئي خارجي أو ضغط وجهد يُسبب نوبة الربو.عند حدوث أعراض غير متوقعة مثل الصفير، قد تتغير مهارة تناول الأدوية اليومية وإستبدال الدواء الذي يتم تناوله.بدلًا من تناول الدواء عن طريق الفم يوميًا، هناك حاجة إلى جهاز الاستنشاق للإنقاذ السريع وتخفيف من حدة الأعراض.إن معرفة إختيار الدواء المُناسب ومعرفة كيفية تناول الدواء باستخدام جهاز الإستنشاق، هي مهارة يتم تعليمها للمريض، لإدارة العناية الذاتية للربو.[بحاجة لمصدر]
في تعليم المهارات، قد يحتاج المريض ومقدم الخدمة إلى مناقشة المهارات ومعالجة أي أسئلة عالقة بحاجة إلى توضيح.يحتاج المريض إلى معرفة متى وكيف يتم تنفيذ المهارة، وكيف قد تحتاج المهارة إلى التغيير عندما يكون العَرض مُختلفًا عن الطبيعي.  (انظر ملخص المهارات التكتيكية والظرفية أعلاه).إن تَعلم مهارات إدارة العناية الذاتية لأول مرة في رعاية مرض مزمن، ليس بالأمر السهل، ولكن مع الصبر والممارسة والمثابرة والخبرة، يمكن تحقيق الإتقان الشخصي لمهارات العناية الذاتية.[بحاجة لمصدر]
يمكن أن يشمل الدعم ما يلي:

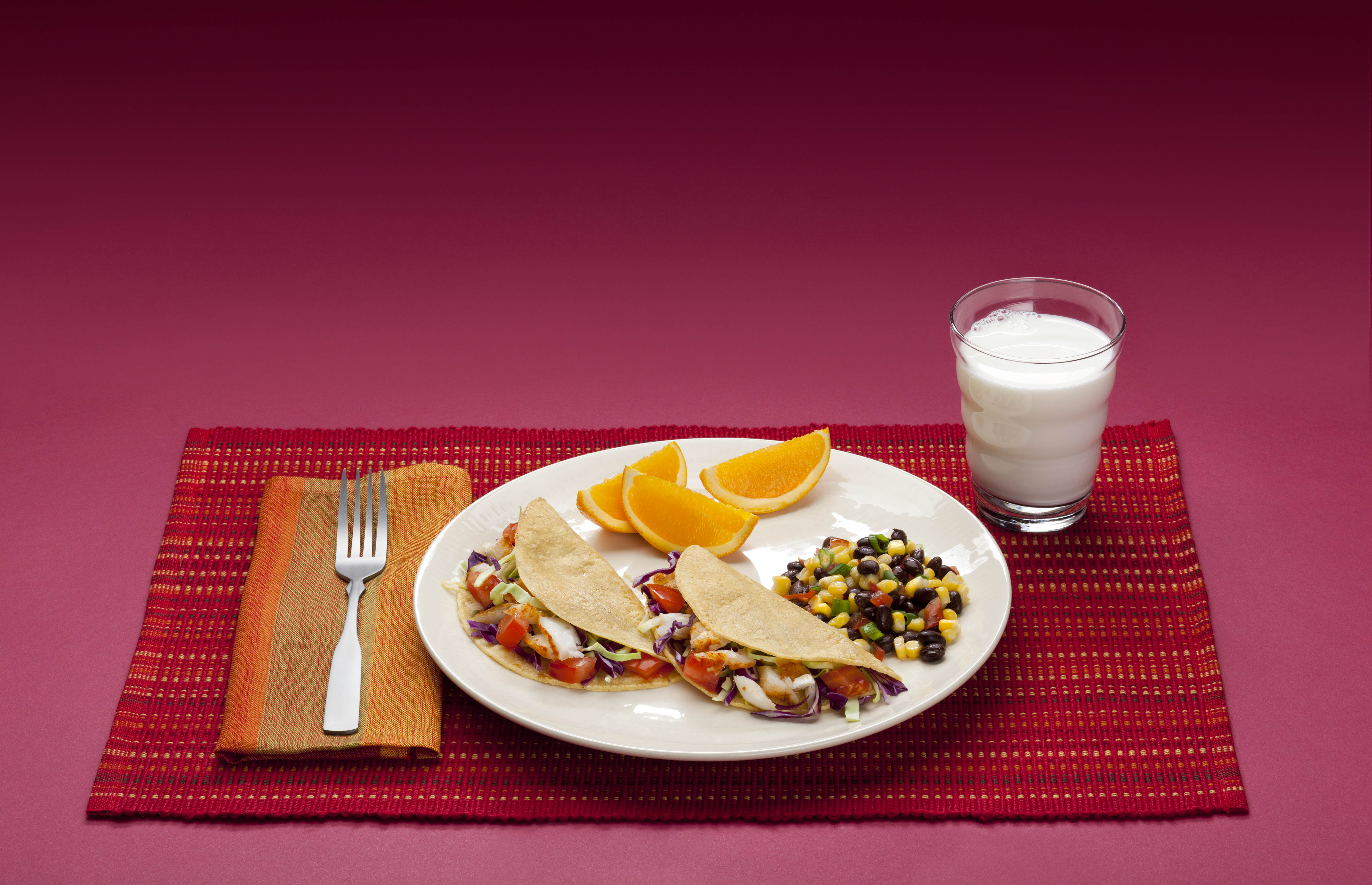
يعد تناول وجبات صحية، تحتوي على الفواكه والخضروات والبروتين، شكلاً من أشكال العناية الذاتية.

- معلومات العناية الذاتية عن الصحة وأنظمة جسم الإنسان ونمط الحياة والأكل الصحي .
- دعم التقاط وإدارة وتفسير والإبلاغ عن ملاحظات الحياة اليومية (ODLs)، [83] وتتبع الاتجاهات واستخدام المعلومات الناتجة كأدلة لإجراءات الرعاية الذاتية واتخاذ القرار.
- وصفات المعلومات [84] توفير معلومات وتعليمات شخصية لتمكين الفرد من الرعاية الذاتية والسيطرة على صحته
- أجهزة الرعاية الذاتية والمراقبة الذاتية والتكنولوجيا المساعدة .[85]
- إدارة العلاج الدوائي
- برامج ودورات تدريبية لمهارات الرعاية الذاتية والمهارات الحياتية للأشخاص.[بحاجة لمصدر]
- نصيحة من المستشارين المرخصين والأخصائيين الاجتماعيين السريريين والمعالجين النفسيين والصيادلة وأخصائيي العلاج الطبيعي والمعالجين التكميليين .[بحاجة لمصدر]
- شبكات دعم الرعاية الذاتية التي يمكن أن تكون وجهًا لوجه أو افتراضية ، وتتكون من أقران أو أشخاص يرغبون في تقديم الدعم للآخرين أو تلقي الدعم والمعلومات من الآخرين (بما في ذلك دليل الرعاية الذاتية للتقارب بين مقدم الخدمة والمستهلك).[بحاجة لمصدر]

## الرعاية الذاتية في الفلسفة

### الفلسفة النسوية السوداء

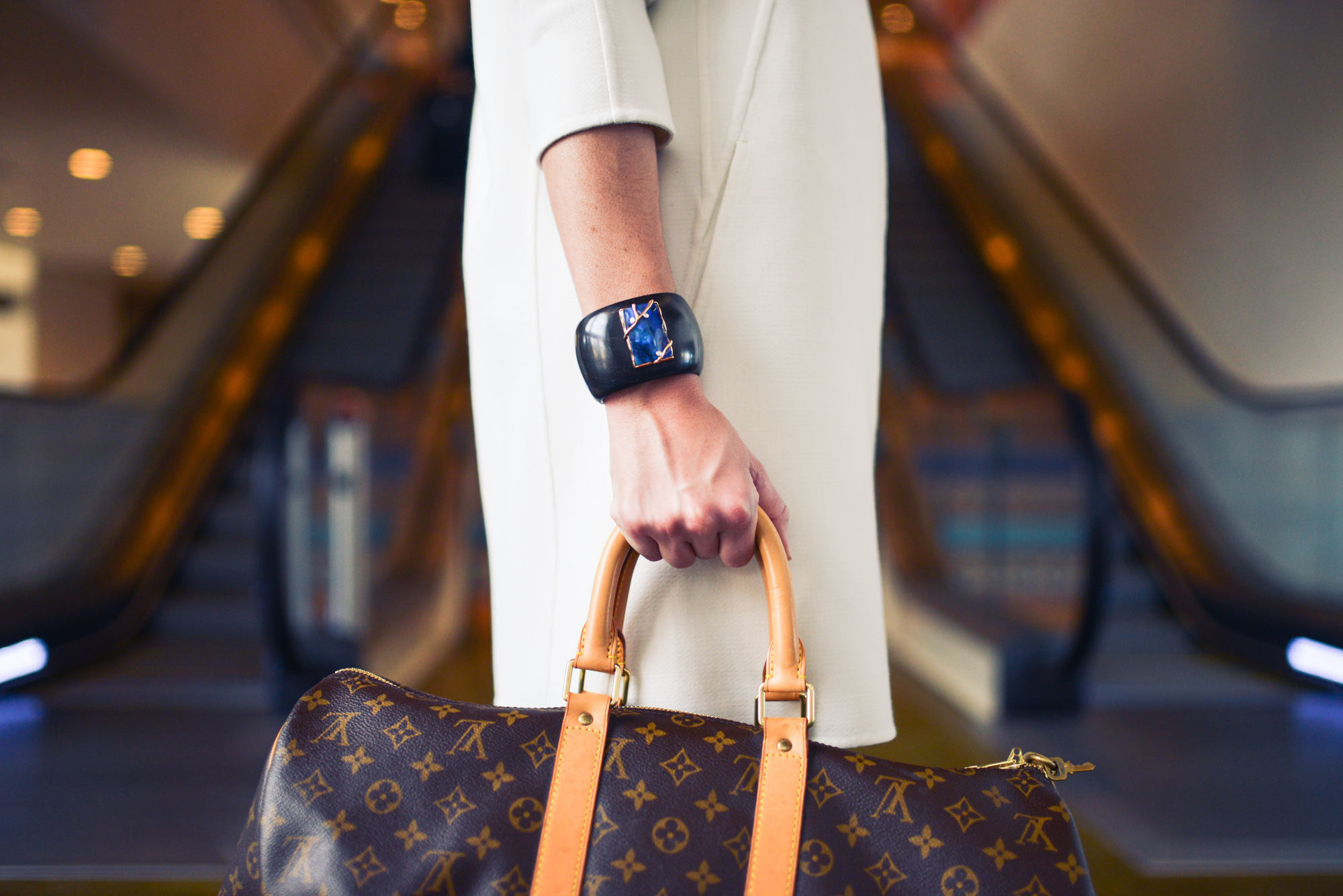
يتم تحريف الأشكال المكلفة من الانغماس في الذات ، مثل شراء السلع الفاخرة أو الذهاب إلى منتجع صحي نهاري ، في الإعلانات وعلى وسائل التواصل الاجتماعي كشكل من أشكال العناية الذاتية.تميل هذه الإعلانات إلى رفع معايير الجمال والاتجاهات الشائعة بين النساء البيض الثريات.

يَختلف هذا التفسير الأولي للعناية الذاتية عن النسخة الشائعة التي نراها اليوم.مع ظهور وسائل التواصل الاجتماعي والتسويق الرأسمالي، أدى التفسير الأكثر تبييضًا وتسويقًا إلى تغيير ما يُعتبر عادةً عناية ذاتية. تختلف تفسيرات العناية الذاتية الجديدة عن تعريف لورد، حيث تُركز على الانغماس في الذات وفقًا لمعايير وإتجاهات الجمال الأبيض.ومن الأمثلة على ذلك، شراء منتجات التجميل الأنثوية أو مُشاركة الأنشطة أو البدع الغذائية. بالإضافة إلى هذا الإختلاف، فإن العناية الذاتية في العصر الحديث؛ كما يتم الإعلان عنها على وسائل التواصل الاجتماعي؛ تتجاهل الجانب المجتمعي للرعاية الذي اعتقدت لورد أنهُ ضروري. مع ظهور المصطلح في الإستخدامات الطبية، على سبيل المثال، "لمُكافحة القلق"، فضلاً عن تسويق المنتجات المرتبطة بالعناية الذاتية، تراجع إرتباط المصطلح بالنسوية السوداء في الاستخدام السريري الطبي والشعبي. ومع ذلك، في النظرية النسوية والكويرية، يتم الإحتفاظ بإرتباطها مع لورد وعلماء آخرين.

### الفلسفة الغربية
في أحد التفسيرات، فَهِمَ الفيلسوف الفرنسي ميشيل فوكو أن فن الحياة (بالفرنسية: فن الحياة ، باللاتينية: آرس فيفيندي ) والعناية بالنفس (بالفرنسية: le souci de soi )، هما مِحور الفلسفة.المجلد الثالث من دراستهِ المكونة من ثلاثة مجلدات ،( تاريخ الحياة الجنسية) ، والتي نُشرت عام 1976، مُخصصة لهذهِ الفكرة.بالنسبة لفوكو، فإن فكرة الاهتمام بالنفس ( epimeleia heautou ، ) التي تتبع التفسير الغربي التقليدي ( اليوناني والروماني القديم ) للعناية بالنفس تشتمل على موقف تجاه الذات والآخرين والعالم، بالإضافة إلى شكل معين من أشكال الاهتمام بالنفس.مع التنبيه أنه، بالنسبة لفوكو، فإنّ السعي وراء رعاية الفرد لرفاهيتهِ يشمل أيضًا معرفة الذات ( بالفرنسية:gnōthi seauton ). 
في وقتٍ لاحق، تم تطوير نظرية تمريض العجز في العناية الذاتية من قبل دوروثيا أوريم بين عامي 1959م و 2001م.تُركز هذهِ النظرية الغربية الشائعة على الجانب الطبي للعناية الذاتية، وتستكشف استخدام الرعاية المهنية والتوجه نحو الموارد. في ظل نموذج أوريم، فإن العناية الذاتية لها حدود عندما يتم استنفاد إمكانياتِها، مِما يجعل الرعاية المهنية مشروعة.يُنظر إلى أوجه القصور في العناية الذاتية على أنها أفضل دور يُمكن أن تقدمهُ المُمرضة .هناك مرحلتان في رعاية أوريم الذاتية: مرحلة التحقيق واتخاذ القرار، ومرحلة الإنتاج. بموجب هذهِ النظرية، يبدأ أوريم في تقييم أهمية الآخرين ودعمهم في شكل أكثر مجتمعية من العناية الذاتية، مع الاستمرار في التركيز على الجوانب الجسدية والطبية للرعاية بدلاً من نظريات المقاومة السياسية الأكثر روحانية أو راديكالية.كانت فكرة الرعاية المجتمعية رائدة من قبل المجتمع النسوي الأسود في محاولة للحفاظ على أنفسِهنَ ومقاومة الاضطهاد الذي مورِسَ ضدهنَ.

## أنظر أيضا
- قانون الأمريكيين ذوي الإعاقة لعام 1990 § Major life activities
- Executive functioning
- Integrative medicine
- Public space
- Shelter (building)

## روابط خارجية
- Self-care in England نسخة محفوظة 30 April 2009 على موقع واي باك مشين.
- COMPAR-EU, EU funded project (Horizon2020) on self-management
- Global Self-Care Federation
- Association of the European Self-Care Industry